# Purezza (concetto morale)

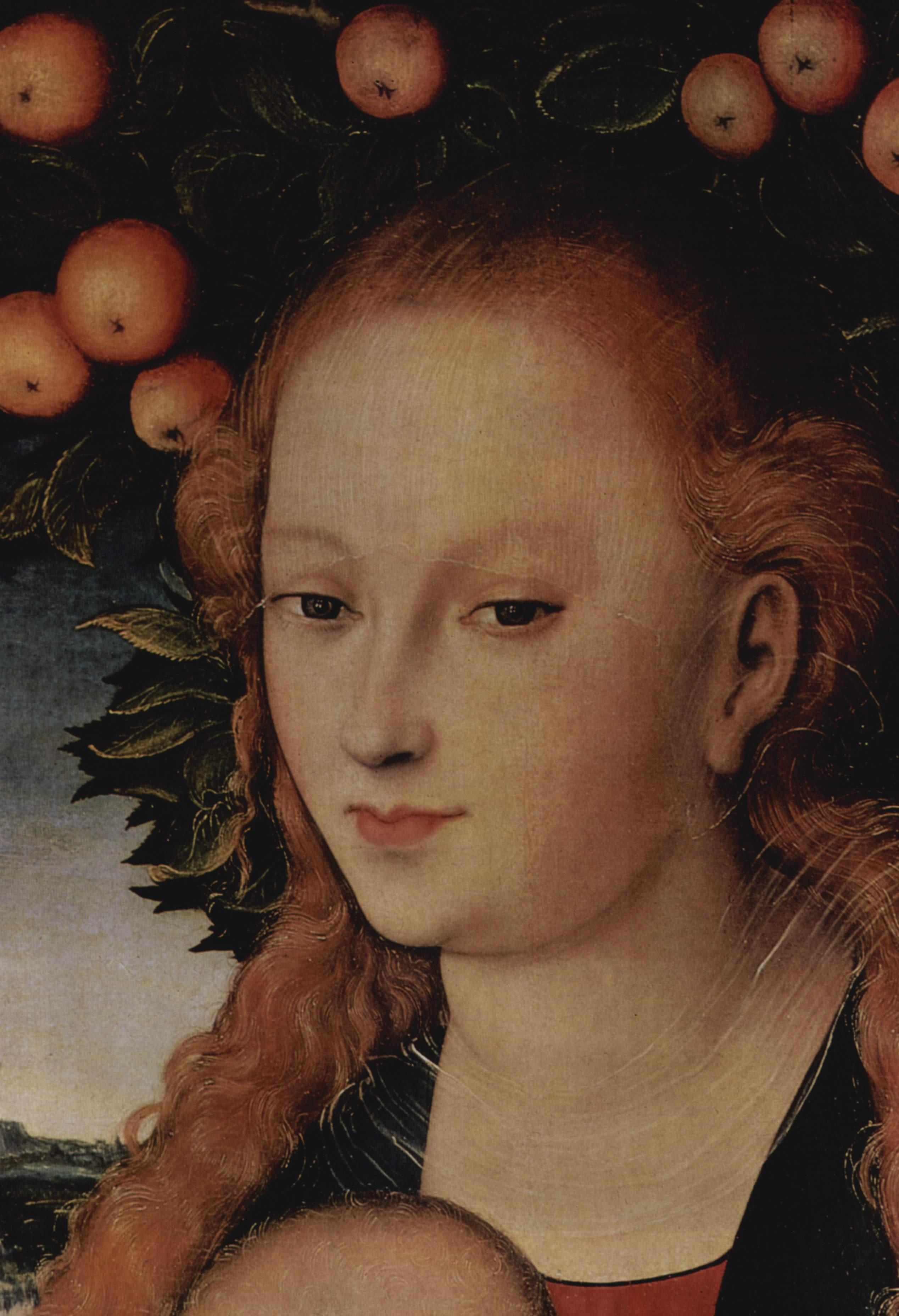
Lucas Cranach il Vecchio, volto di Maria (dettaglio)

La purezza (dal latino puritia, derivato di purus, «puro») indica – come qualità interiore – l'essere privo di colpe o di peccati.

## Cristianesimo
Nella terminologia cristiana, la purezza indica, in senso generale, integrità morale, onestà, assenza di malizia; applicata al campo della castità, esprime il dominio delle pulsioni del corpo, con particolare riferimento ai desideri sensuali.
Uno dei titoli attribuiti dai cristiani a Maria è quello di Panaghìa, cioè «Tutta pura».
La «purezza del cuore» viene indicata da Gesù, nel Discorso della Montagna, come una qualità che permette di «vedere» Dio. (Mt 5,8)
Per il teologo Raimon Panikkar la purificazione del cuore consiste nel «non avere paura né di sé né degli altri. In questo sta la nuova innocenza».

## Altre religioni
I concetti morali di purezza e di purezza del cuore si trovano anche nell'ebraismo, nell'islam e nel sufismo, oltre che nel buddhismo, nel taoismo e nel tantrismo.
In ambito indù, il Mahatma Gandhi considerava la purezza come una condizione a cui tendere – attraverso un costante esercizio di autopurificazione dei pensieri, delle parole e delle azioni – per emanciparsi dal proprio ego, vedere faccia a faccia Dio e identificarsi così con tutto ciò che vive, in maniera da amare ogni creatura, anche la più modesta, come se stessi.